# Hương nhu tía
Hương nhu tía (tên khoa học Ocimum tenuiflorum), còn có tên  é tía, é rừng, é đỏ, là một loài thực vật thuộc họ Hoa môi (Lamiaceae).

## Mô tả
Cây nhỏ, sống hằng năm hoặc nhiều năm. Thân màu đỏ tía, có lông quặp. Lá có cuống dài, thuôn hình mác hoặc hình trứng, mép có răng cưa, hai mặt đều có lông. Hoa màu tím, mọc thành chùm, xếp thành vòng 6-8 chiếc một chùm, ít phân nhánh. Quả bế. Toàn cây có mùi thơm.

## Công dụng
Trị cảm nắng, sốt nóng ớn lạnh, nhức đầu, đau bụng đi ngoài, tức ngực, nôn mửa,

## Hình ảnh khác

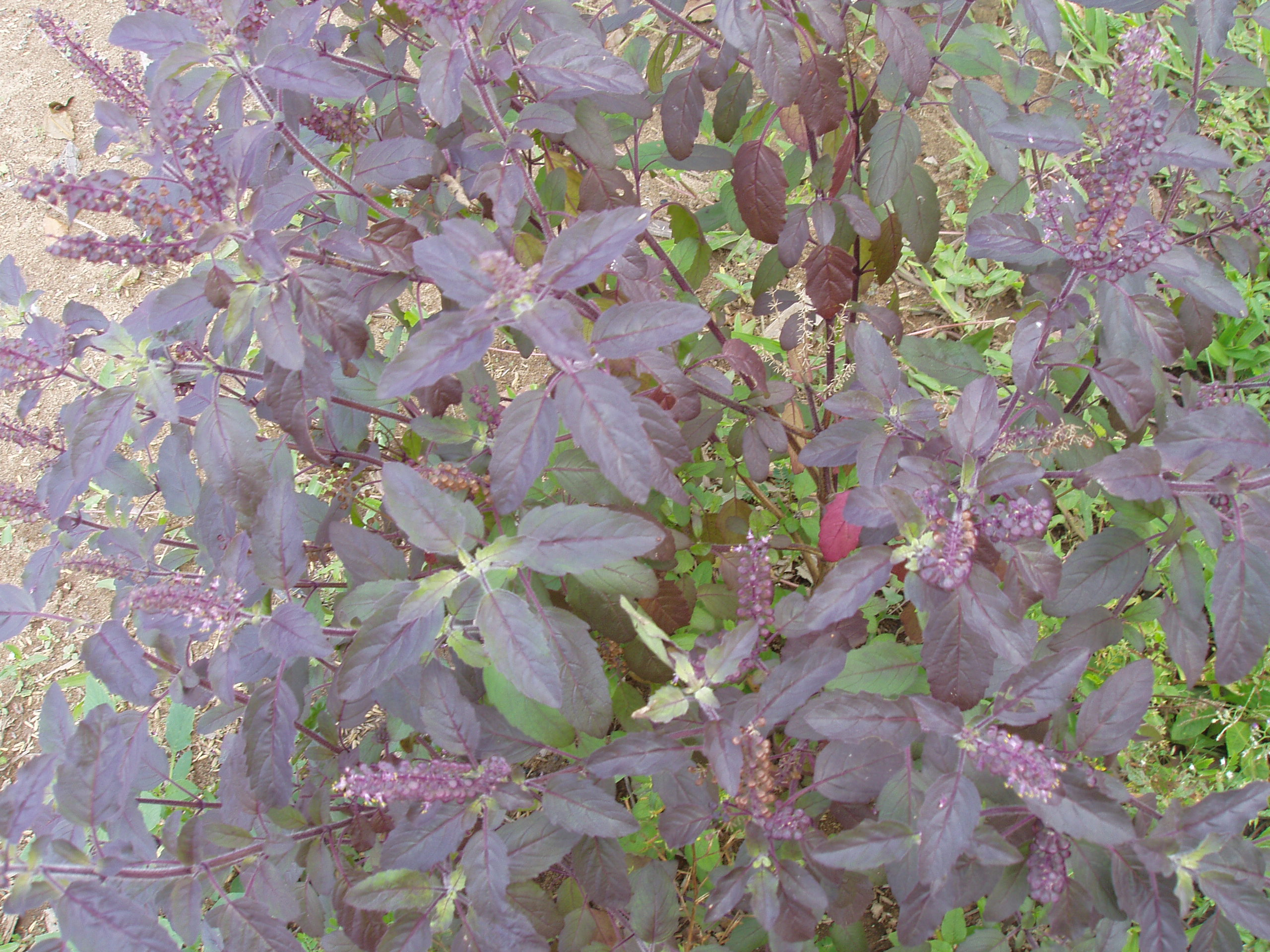
Hương như tía tại Cần Thơ
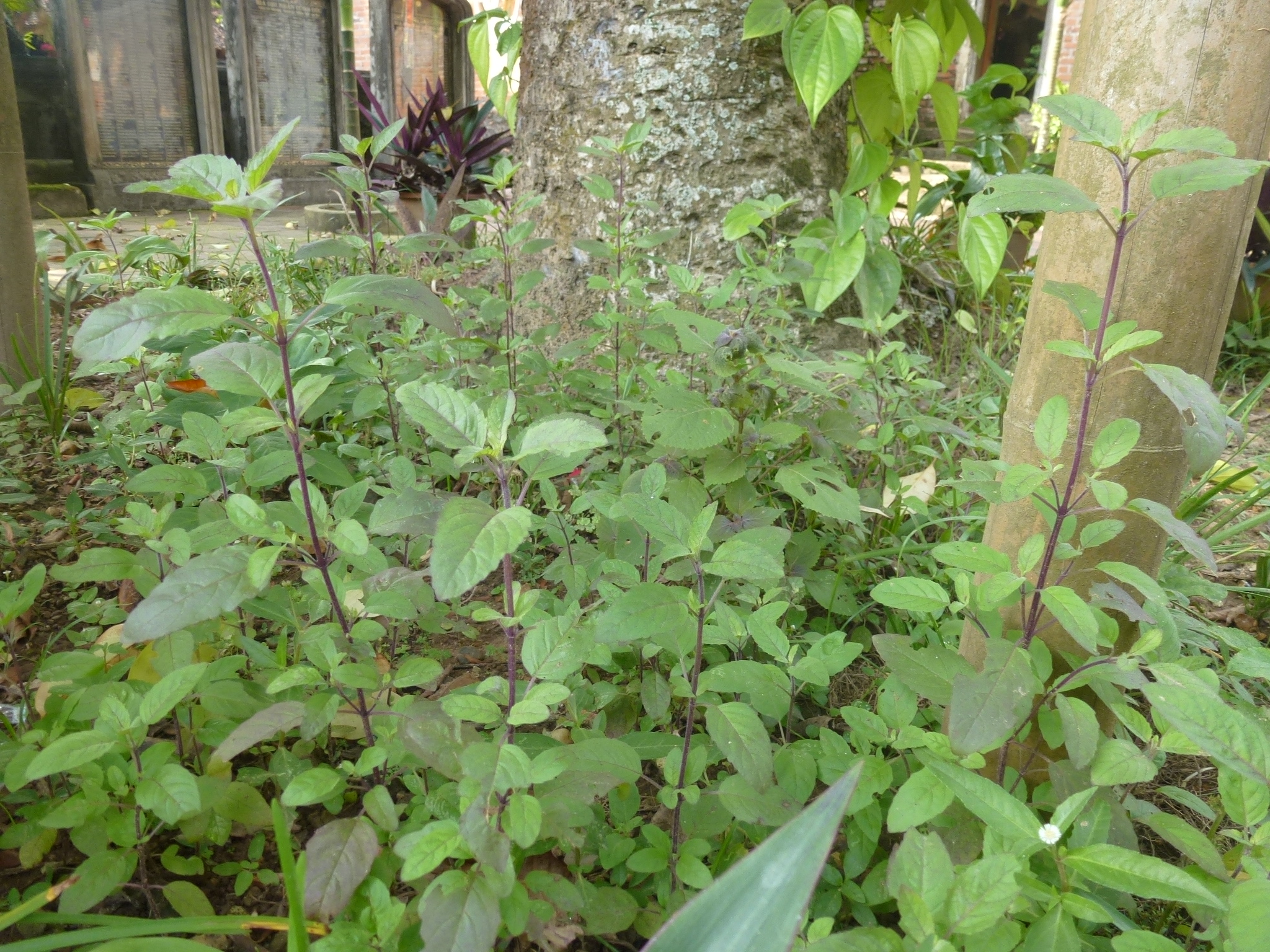
Hương nhu tía chụp tại chùa Tây Phương, Việt Nam